# Gare Sainte-Anne (Morbihan)
Pour les articles homonymes, voir Sainte-Anne.
La gare Sainte-Anne, dite aussi gare de Sainte-Anne-d'Auray ou gare Sainte-Anne-en-Pluneret, est une gare ferroviaire française de la ligne de Savenay à Landerneau, située sur le territoire de la commune de Pluneret, à trois kilomètres de Sainte-Anne-d'Auray, dans le département du Morbihan, en région Bretagne.
Elle doit son nom au fait qu'elle est construite par la Compagnie du chemin de fer de Paris à Orléans (PO), en 1862, pour les pèlerins du sanctuaire de Sainte-Anne d'Auray au village de Ker-Ana. C'est une des rares gares françaises, avec la gare de Rocamadour, comportant une statue au sommet de son toit.
C'est une halte voyageurs de la SNCF, desservie par des trains TER Bretagne de la ligne 12 circulant entre les gares de Lorient et Vannes.

## Situation ferroviaire
La gare Sainte-Anne est située au point kilométrique (PK) 581,996 sur la voie ferrée de la ligne Savenay - Landerneau, entre les gares de Vannes et Auray. 

## Histoire
La gare Sainte-Anne est mise en service à l'occasion de l'ouverture de la ligne Rennes - Redon et du tronçon, à voie unique, jusqu'à Lorient de la ligne Savenay - Landerneau, le 26 septembre 1862. Le nœud ferroviaire de Redon permet la desserte de la Bretagne sud par des trains en provenance de Paris. En septembre 1863 la ligne est prolongée jusqu'à Quimper. La deuxième voie est ouverte par tronçons, en 1888 entre Redon et Vannes, en 1900 entre Vannes et Lorient puis Lorient et Quimper. 
En 1862, c'est la Compagnie du Chemin de fer de Paris à Orléans (PO) qui confie la construction de la gare à l'architecte Archimède Vestier. La construction utilise les matériaux habituels des gares de la ligne, avec une alternance de lignes rouges en brique et de blanc en tuffeau. Le bâtiment voyageur, apparenté au style Louis XIII, présente la particularité d'avoir une tour centrale, de deux étages surmontée d'une toiture coiffée d'une sculpture de Sainte-Anne, due à Amédée Ménard (sculpteur nantais), rappelant le lieu de pèlerinage proche. Une marquise recouvrant le quai complète l'ensemble. 

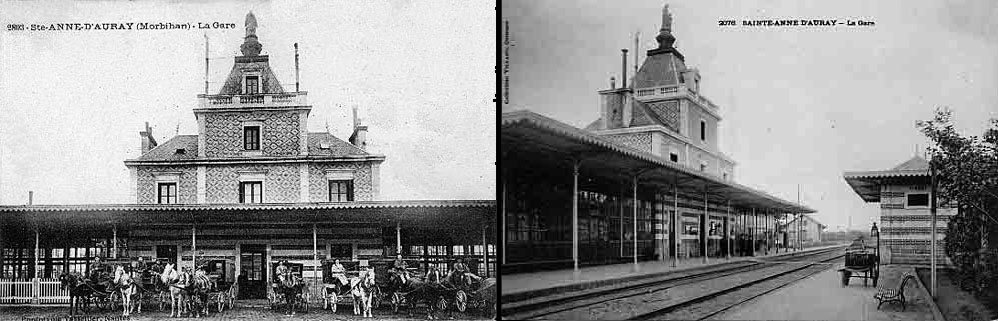
Gare Sainte-Anne au début du XXe siècle

À la fin du XIXe siècle la gare est le lieu d'arrivée des pèlerins, « plusieurs centaines de milliers » vont l'utiliser, à raison d'environ 100 000 par an, avant la Seconde Guerre mondiale, ensuite, le déclin de sa fréquentation est parallèle au développement du transport routier.
En 1912, la Compagnie du PO fournit au Conseil général un tableau des « recettes au départ » de ses gares du département, la gare Sainte-Anne totalise 41 183 francs, ce qui la situe à la 19e place sur les 30 gares ou stations.
En 1934, les trains express partent de la Gare Montparnasse au lieu de la Gare d'Orsay et c'est en 1991 et 1992 que la ligne est électrifiée de Rennes à Quimper.

## Services voyageurs

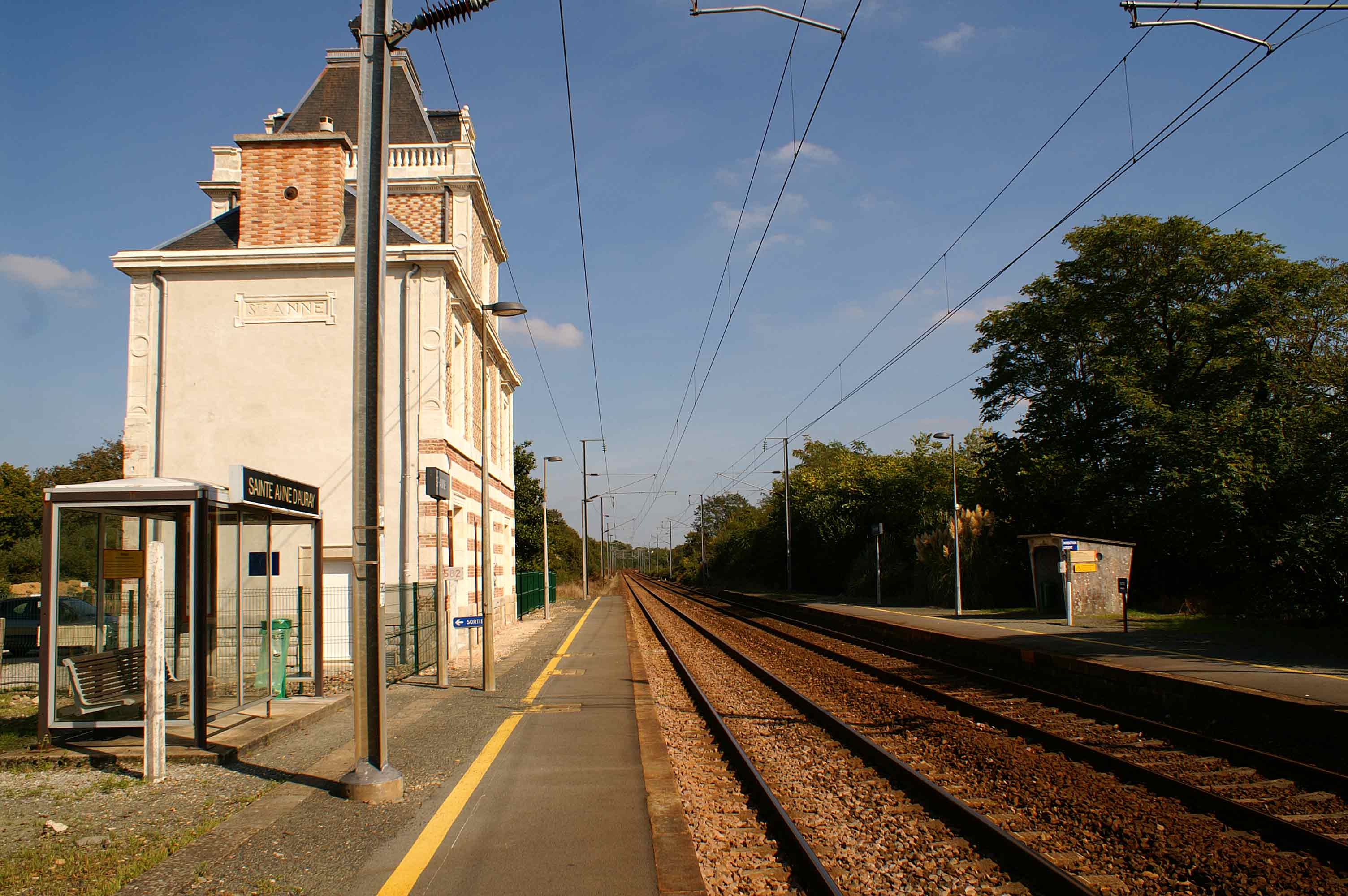
Halte ferroviaire pour les TER Bretagne

### Accueil
Il n'y a plus de personnel permanent, la gare SNCF est un arrêt en accès libre. Les voyageurs ont à leur disposition un abri sur chaque quai, des indicateurs d'horaires, et des parkings. Le passage d'un quai à l'autre se fait en empruntant le passage à niveau situé à quelques dizaines de mètres.

### Desserte
Aujourd'hui le TGV Atlantique ne s'arrête plus, il emporte les pèlerins jusqu'à la gare d'Auray située à peu de distance. Les quais de la gare sont néanmoins toujours fréquentés par les voyageurs qui empruntent les trains TER Bretagne parcourant la ligne de Lorient à Vannes.

## Infrastructures

### Bâtiment voyageurs
L'ancien bâtiment voyageurs, non classé monument historique, de la gare de 1862 n'est plus utilisé pour le service ferroviaire, il  a perdu sa marquise, après avoir été longtemps fermé (vers 1969). Restauré dans son aspect d'origine pour l'extérieur, il est intérieurement transformé en habitation par la commune de Pluneret, l'architecte Georges Le Neillon y a aménagé des logements sociaux. 

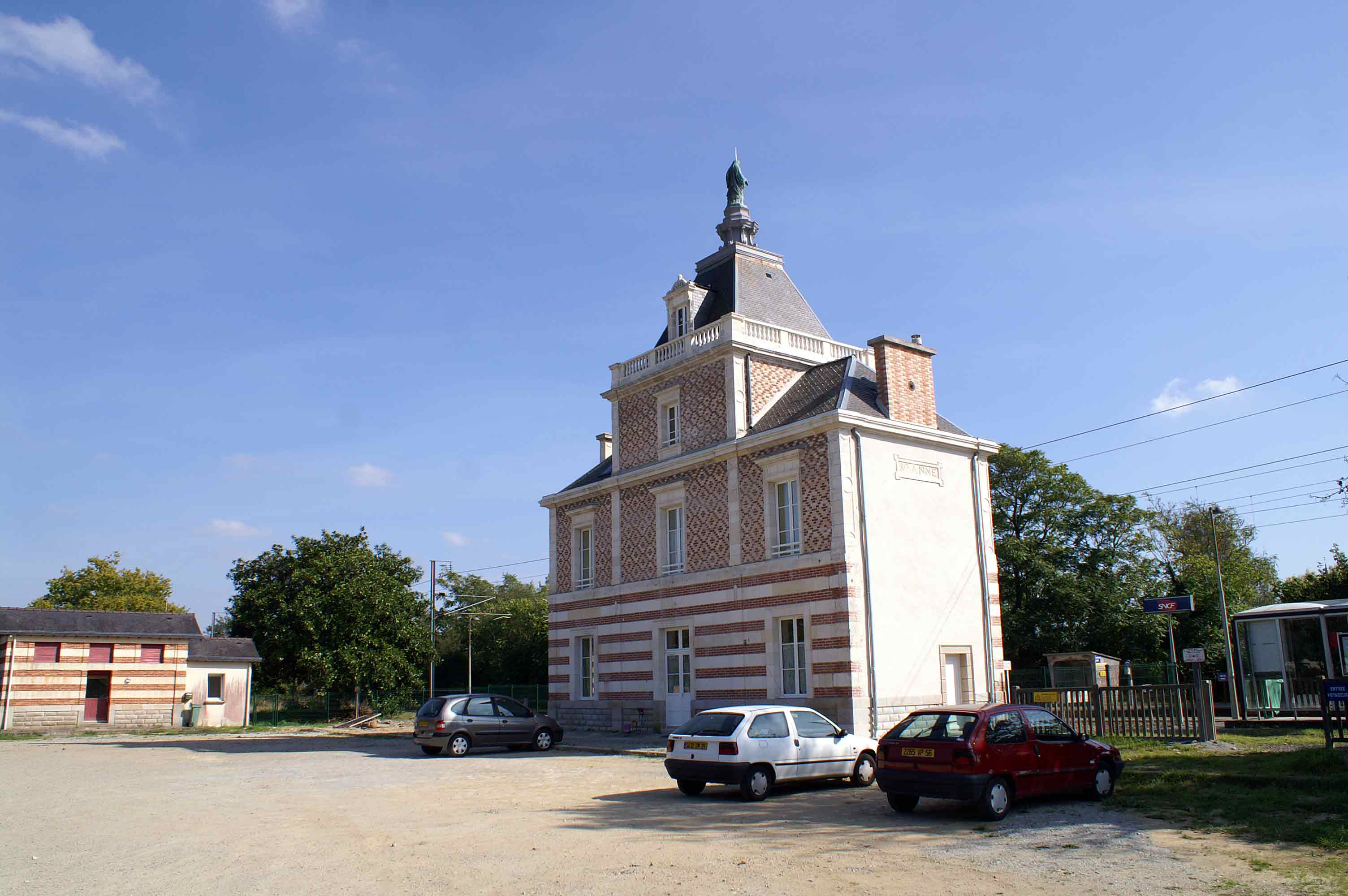
Façade côté ville
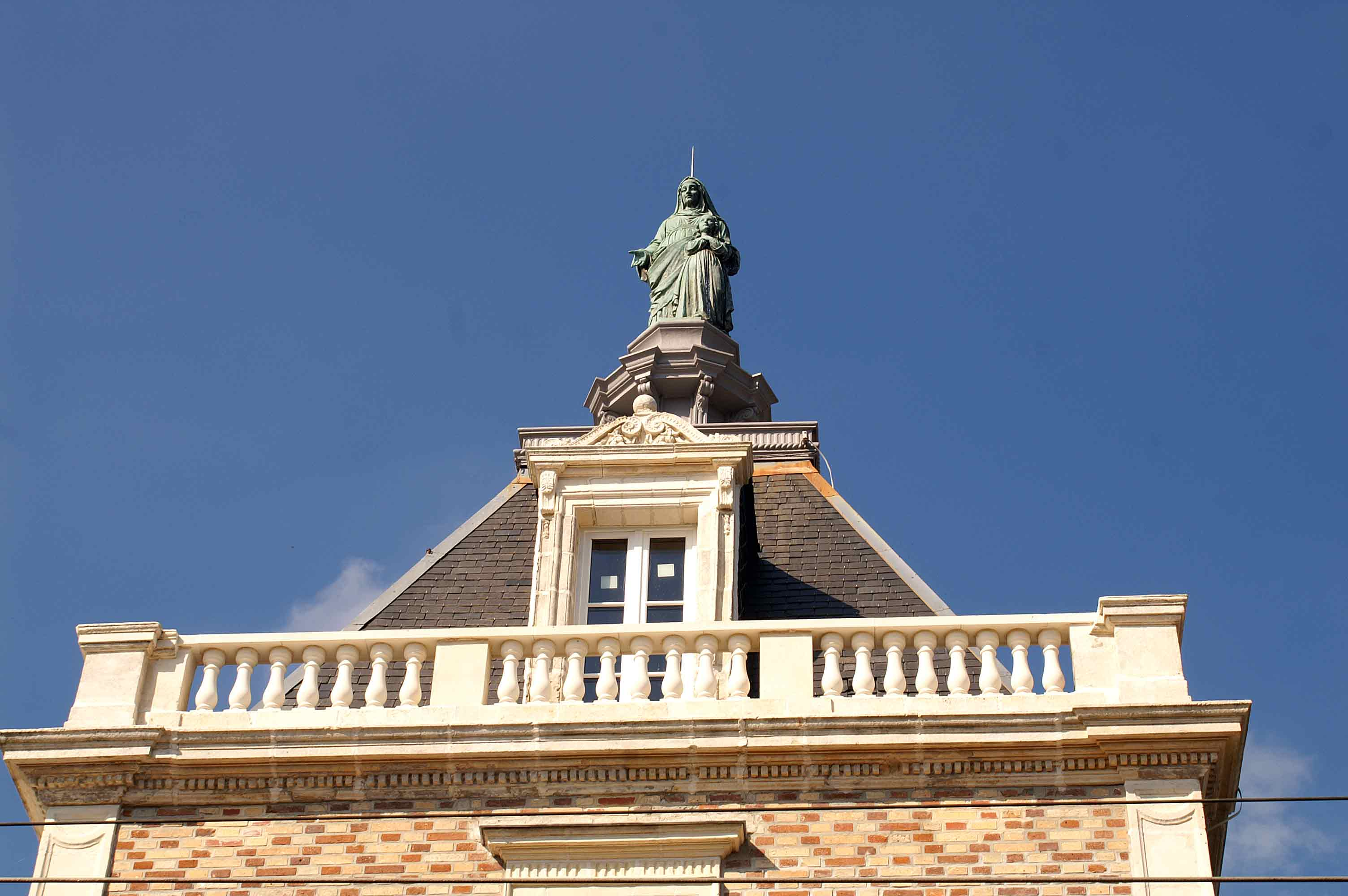
Statue de Sainte-Anne
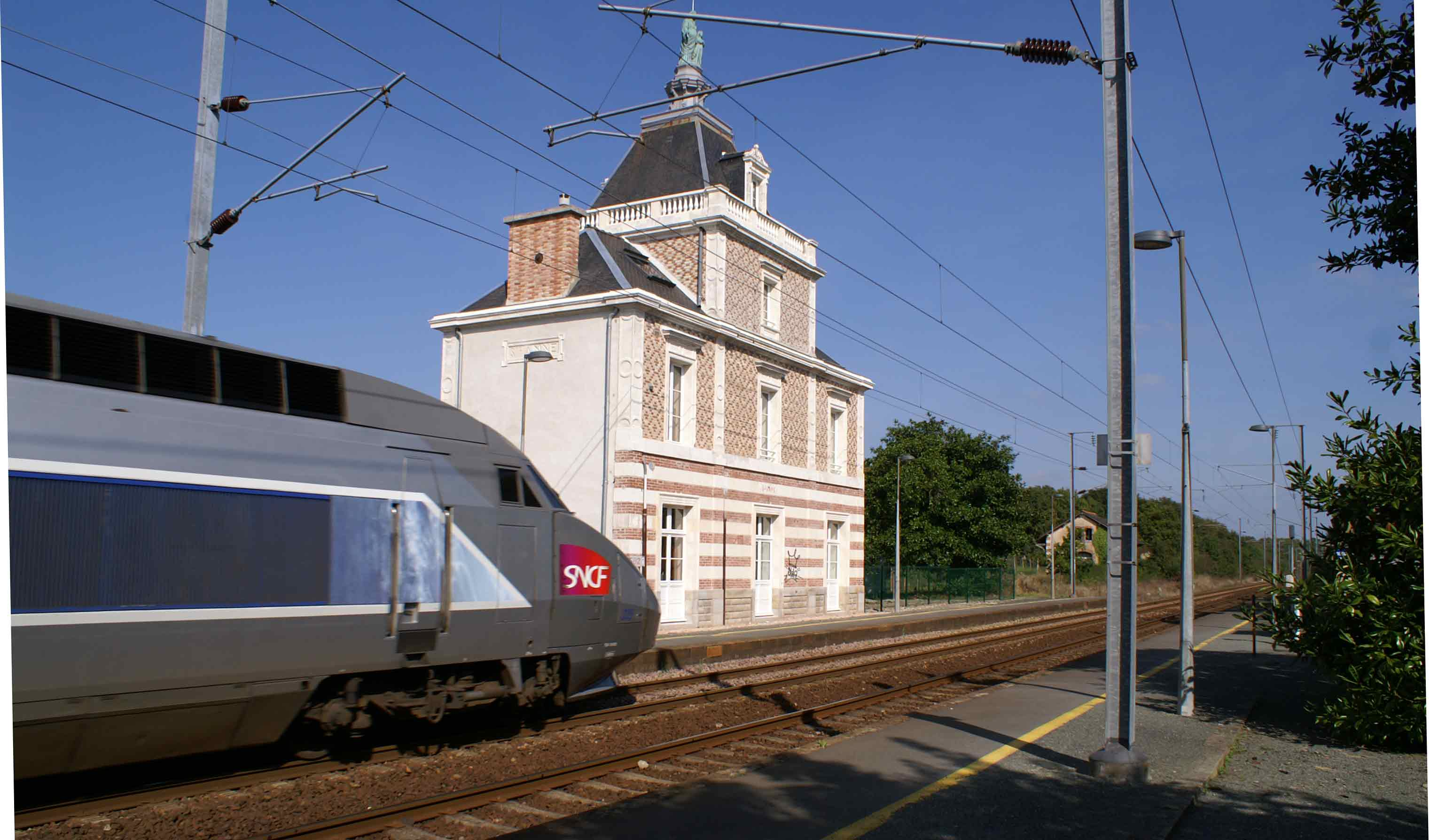
Passage d'un TGV

### Autres édifices
De l'ancienne gare d'origine, visible sur les cartes postales anciennes, il reste outre le bâtiment voyageurs, un petit édifice annexe restauré et la remise marchandise avec son quai est à l'abandon. L'abri du quai 2, visible sur l'une des cartes postales, n'existe plus.
À l'extrémité des quais, en direction d'Auray, la maison de gardien du passage à niveau, maintenant automatisé, est devenue une habitation.

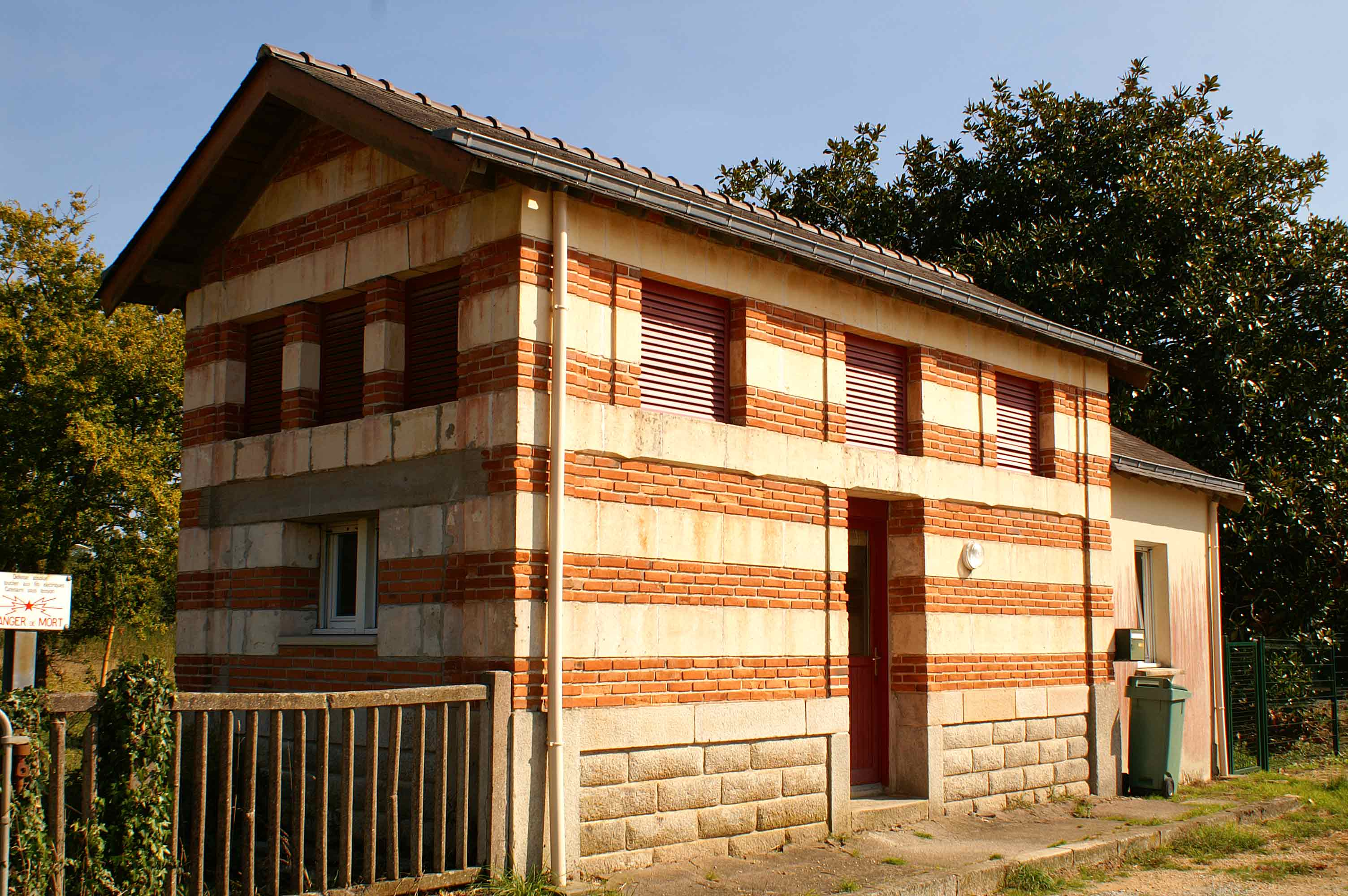
Ancienne annexe
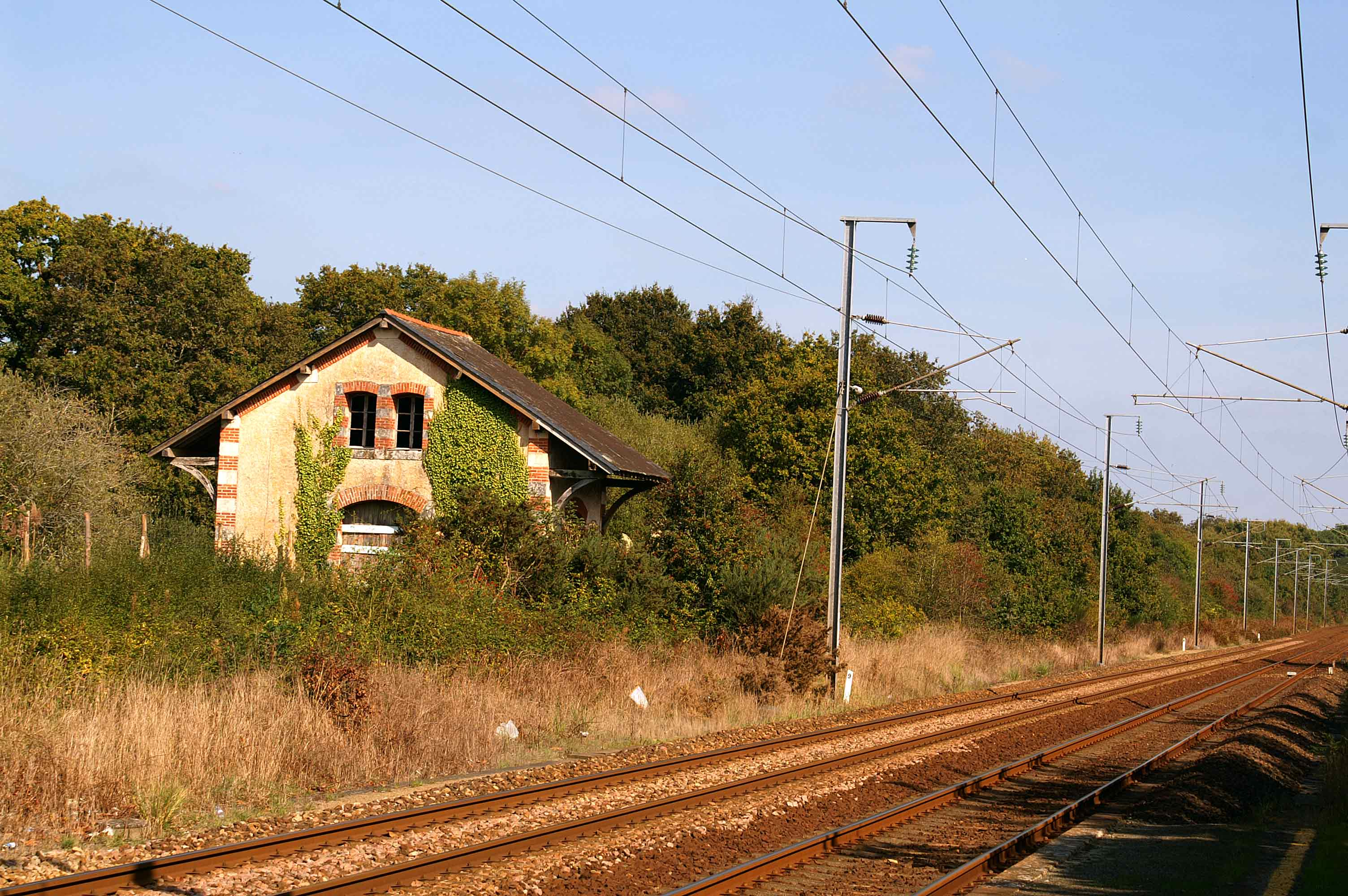
Ancienne remise marchandise
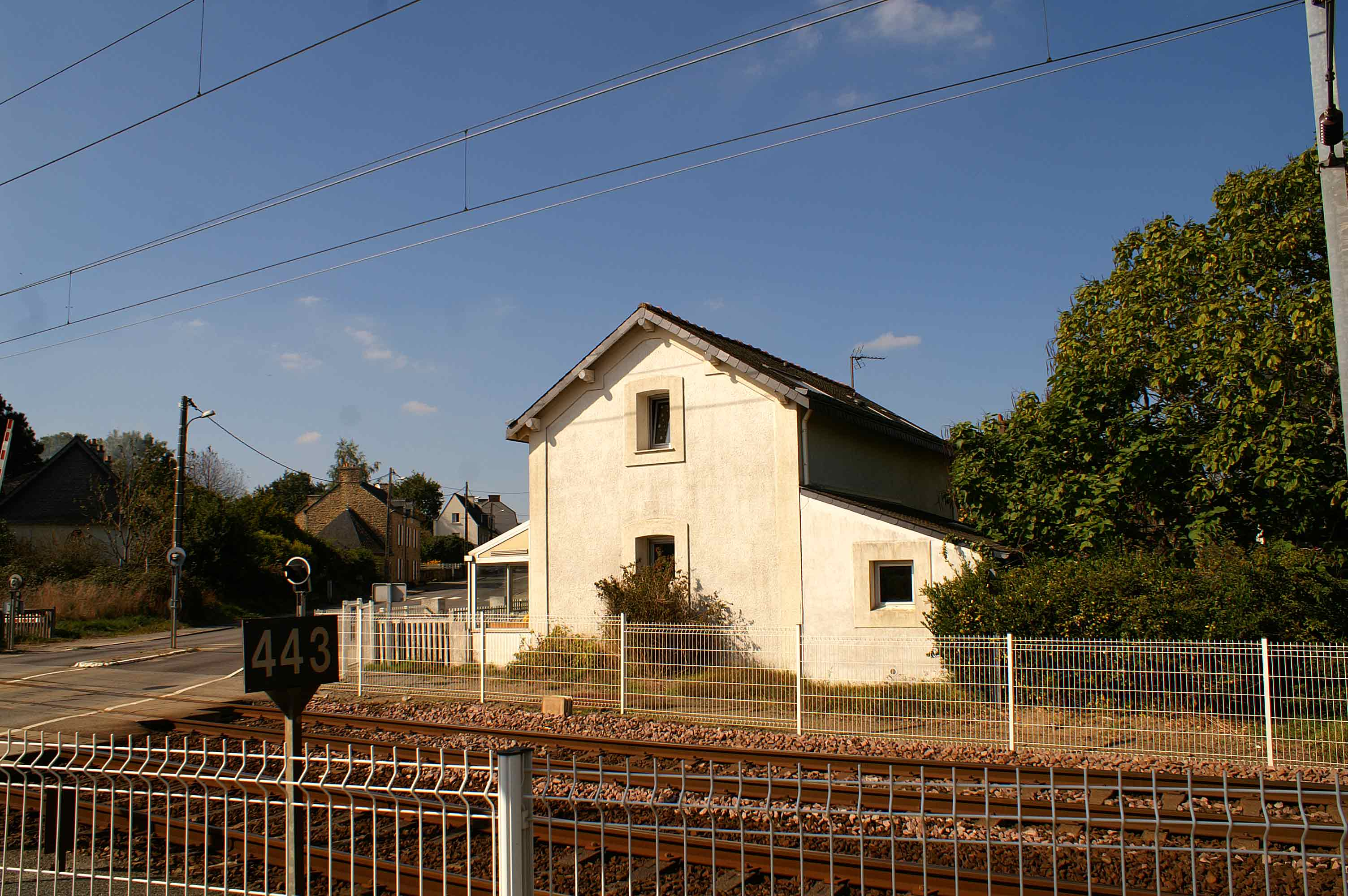
Ancienne maison garde barrière

### Iconographie
- Sainte-Anne d'Auray - la Gare, carte postale ancienne, n° 2076.